# الجملة الوعائية الجنينية المستدمية
الجملة الوعائية الجنينية المستدمية (بالإنجليزية: Persistent fetal vasculature)‏ هو مرض يلتبس بينهم وبين سد الطفولة. كان يسمى سابقا باستدامة الزجاجي الأولي مفرط التنسج.